# Prytanomyia albida
Prytanomyia albida là một loài ruồi trong họ Asilidae. Prytanomyia albida được Oldroyd miêu tả năm 1974.